# Huset Trastámara
Huset Trastámara var en dynasti med kungar på den Iberiska halvön som regerade:
- Kastilien 1369 till 1506.
- Aragonien 1412 till 1516.
- Navarra 1425 till 1479.
- Neapel 1442 till 1501.

Huset tog sitt namn efter en av Henrik II av Kastiliens titlar. Henrik II var hertig av Trastámara innan han blev kung.